# رابین مکدونالد کارنگی
رابین مکدونالد کارنگی (انگلیسی: Robin Carnegie; ۲۲ ژوئن ۱۹۲۶ – ۱ ژانویهٔ ۲۰۱۱) فرد نظامی اهل بریتانیا بود. وی همچنین برندهٔ جوایزی همچون نشان حمام و نشان امپراتوری بریتانیا شده‌است.